# Serenade nr. 7 (Mozart)

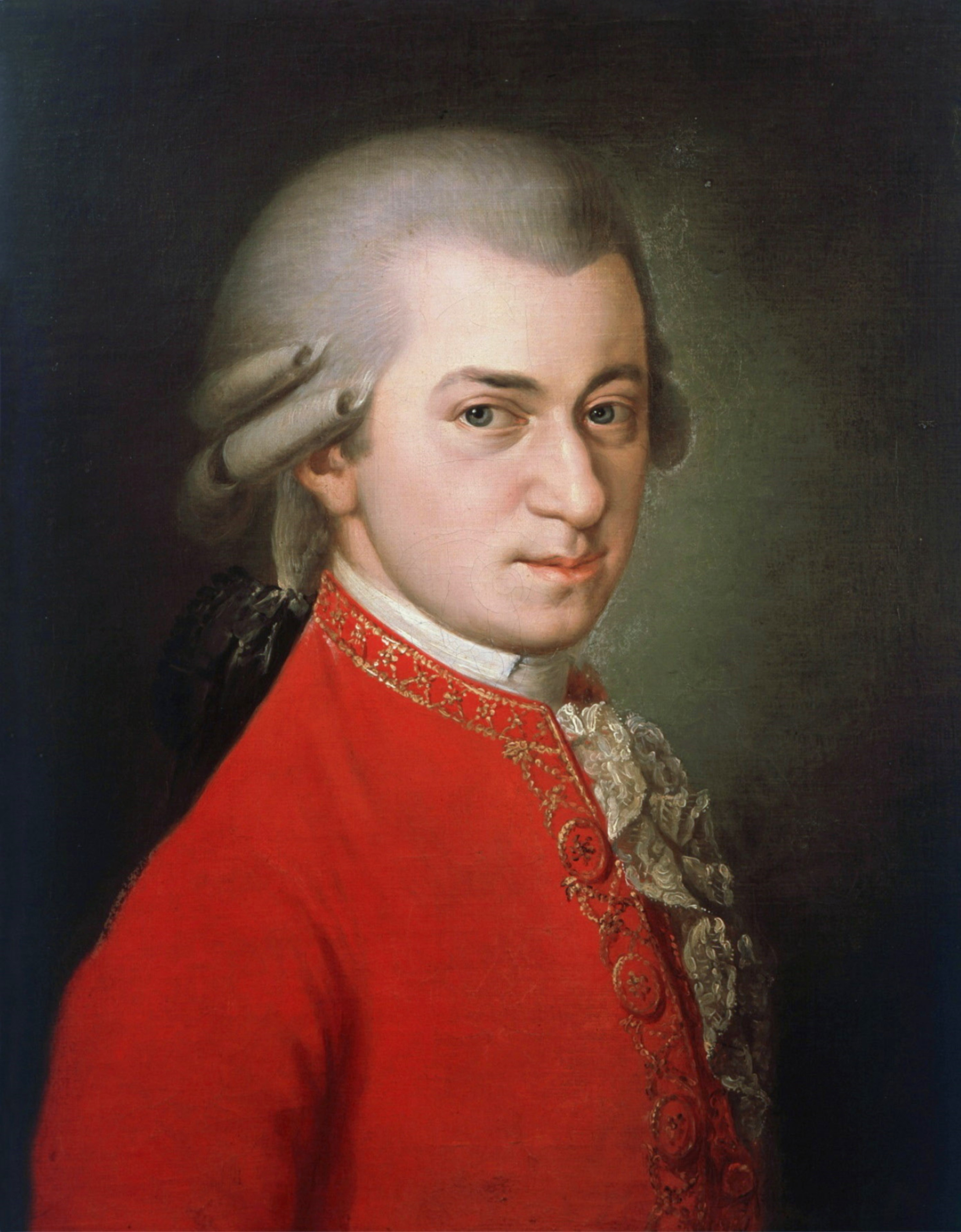
Wolfgang Amadeus Mozart.

Serenade nr. 7, KV 250, beter bekend als de Haffnerserenade, is een bekende compositie van Wolfgang Amadeus Mozart. Hij schreef dit achtdelige werk in Salzburg in juli 1776, bij gelegenheid van de bruiloft van de dochter van zijn vriend, koopman Sigmund Haffner, Elisabetta Haffner.
Het werk is geschreven voor soloviool voor het tweede en vierde deel, fluiten, hobo's, fagot, hoorn en trompetten. Deze lange serenade is de eerste serenade die Mozart schreef voor de familie Haffner. Een tweede serenade is verloren gegaan, hoewel delen nog verwerkt zijn in de Vijfendertigste symfonie van Mozart.

## Delen
1. Allegro maestoso-allegro molto
2. Andante
3. Menuetto
4. Rondo - allegro
5. Menuetto galante
6. Andante
7. Menuetto
8. Adagio-allegro Assai

## Latere verwijzingen
- De melodie van het sinterklaaslied Zie ginds komt de stoomboot is afgeleid van een Moravisch volksliedje en vertoont enige gelijkenis met het eerste Menuetto uit de Haffnerserenade.

- Bibliothèque nationale de France: cb139150178 (data)
- Catàleg d'autoritats de noms i títols de Catalunya: 981058524957506706
- Gemeinsame Normdatei: 30011074X
- Library of Congress Control Number: n81033803
- MusicBrainz work: 323ff667-ea90-3978-a3a2-006d4cf49748
- Nationale Bibliotheek van Israël: 987007342917605171
- Virtual International Authority File: 185515120